# Shiragaia taeguensis
Shiragaia taeguensis är en spindelart som beskrevs av Paik 1992. Shiragaia taeguensis ingår i släktet Shiragaia och familjen plattbuksspindlar. Inga underarter finns listade i Catalogue of Life.